# 亚伦街
亚伦街（英語：Allen Street）是纽约市曼哈顿区曼哈顿下城的一条街道，南北走向，曼哈顿华埠和下东城。从豪斯顿街继续向北，称为第一大道；从地威臣街以南，称为“派街”（Pike Street），直到其南部终点南街。两条行车道的中间是隔离带，和自行车道。这条街是以1812年战争海军将领威廉·亨利·艾伦命名。

## 历史

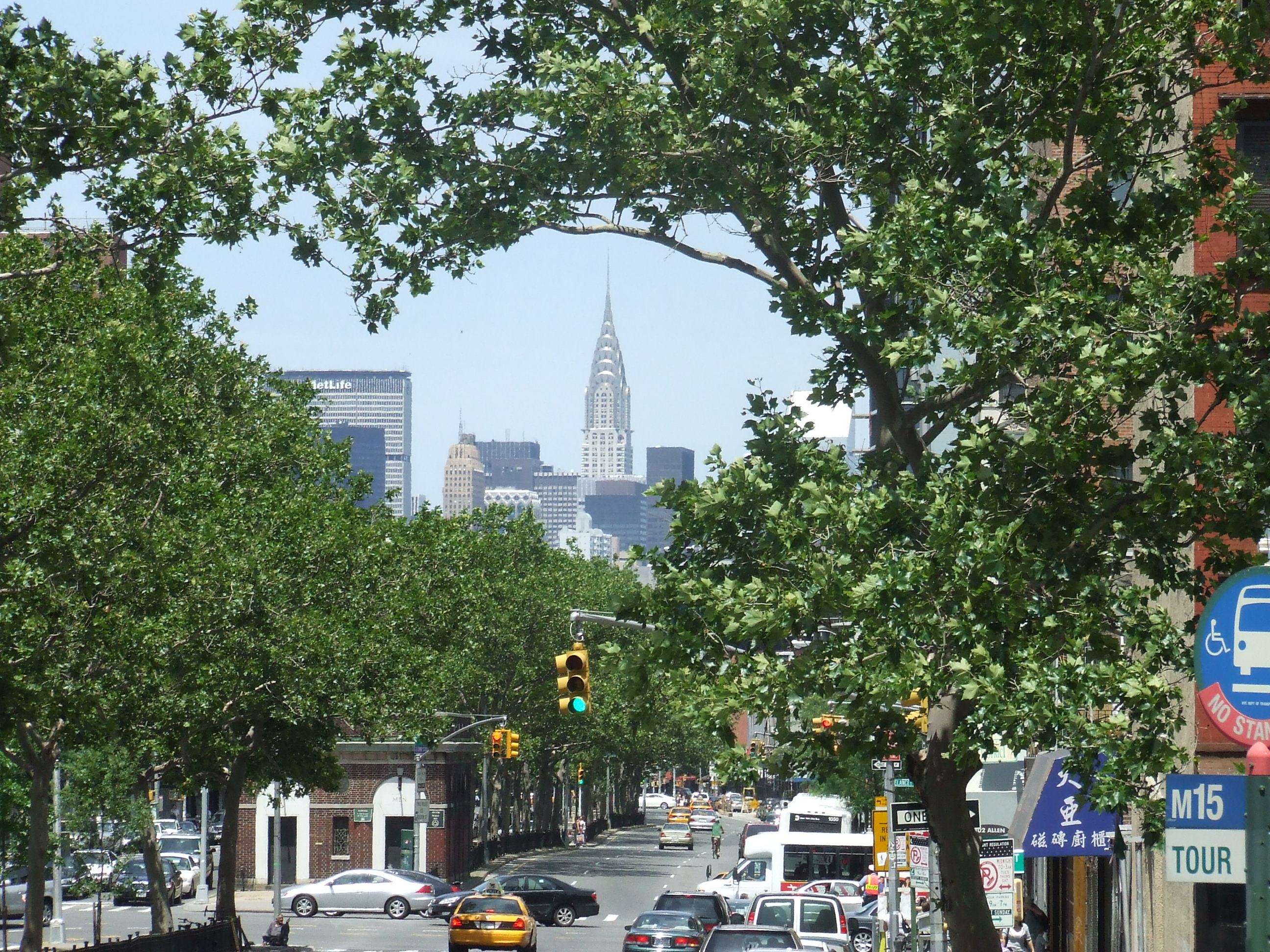

在1799年之前，曼哈顿下城的这条街道已经开辟，
1905年3月，亚伦街105号一座过度拥挤的廉租公寓被大火烧毁，有二十人丧生。这座五层楼内居住了200人。

## 交通
M15路巴士经过亚伦街全程以及派街在麦地逊街以北的部分。